# Argelia en los Juegos Paralímpicos de Sídney 2000
Argelia estuvo representada en los Juegos Paralímpicos de Sídney 2000 por ocho deportistas, siete hombres y una mujer.

## Medallistas
El equipo paralímpico argelino obtuvo las siguientes medallas:
| Nombre       | Deporte   | Evento              |
| ------------ | --------- | ------------------- |
| Oro          |           |                     |
| Mohamed Alek | Atletismo | 100 m T37 masculino |
| Mohamed Alek | Atletismo | 200 m T37 masculino |
| Mohamed Alek | Atletismo | 400 m T37 masculino |
| Plata        |           |                     |
| —            |           |                     |
| Bronce       |           |                     |
| —            |           |                     |